# Bielawa Wschodnia
Bielawa Wschodnia – stacja kolejowa we wschodniej części Bielawy przy skrzyżowaniu ulic Stefana Żeromskiego i Kolejowej, przy wyjeździe na Dzierżoniów.

## Historia
Stację otwarto w 1891 roku, razem z budynkiem wykonanym z cegły. Stacja służyła najczęściej pracownikom fabryki włókienniczej oraz turystom odwiedzającym Bielawę. Stacja w tamtych czasach nosiła nazwę Langenbielau Niederstadt (czyli Długa Bielawa Dolne Miasto) do 1945 roku, kiedy to zmieniła nazwę na Biała Podgórska i nosiła ją do 1947 roku. Od tego czasu nową nazwą stała się Bielawa Wschodnia. Stację zamknięto w 1977 roku. Obecnie dworzec jest w dobrym stanie i jest budynkiem mieszkalnym.